# The Damned Don't Cry
The Damned Don't Cry är en låt av New romantic-bandet Visage, släppt som singel av Polydor Records i januari 1982. Den skrevs av medlemmarna i Visage. Den låg i åtta veckor på englandslistan och nådde som bäst en elfte (11) placering. 
Titelspåret finns med på Visages album The Anvil.

## Låtlista
7"-vinyl:
1. "The Damned Don't Cry" (Single edit) - 3:55
2. "Motivation" - 3:44

## Medverkande
- Steve Strange (sång)
- Midge Ure (synthesizer)
- Billy Currie (synthesizer, elektrisk fiol)
- Rusty Egan (trummor, elektrisk trumprogrammering)
- Dave Formula (synthesizer)
- Ken Perry (backing vocals)
- Lorraine (backing vocals)